# بویک وسطی
بویک وسطی روستایی است در دهستان شاخنات از توابع بخش مرکزی شهرستان بیرجند، واقع در استان خراسان جنوبی که بر پایه سرشماری عمومی نفوس و مسکن در سال ۱۳۹۵ جمعیت این روستا ۲۳۷ نفر (در ۹۹ خانوار) بوده است.